# 双边虫属
双边虫属（学名：Bilimbataia）是无序虫科下的一个属。

## 下属物种
本属包括以下物种：
- 锥形双边虫 Bilimbataia conica Yang et al., 1993，发现于四川省达州市万源市庙子乡高桥沟的中寒武世时期化石。
- 四川双边虫 Bilimbataia sichuanensis Yang et al., 1993